# Parcul extrem Rosa Hutor
Parcul extrem Rosa Hutor (în rusă Экстрим-Парк Роза Хутор) este o stațiune de schi localizată la vest de platoul Rosa Hutor lângă Krasnaia Poliana. Principalul motiv pentru care a fost construit a fost găzduirea probelor de schi acrobatic și snowboard la Jocurile Olimpice de iarnă din 2014 și a celor de snowboard la Jocurile Paralimpice. Parcul a fost dat oficial în folosință în septembrie 2012. 

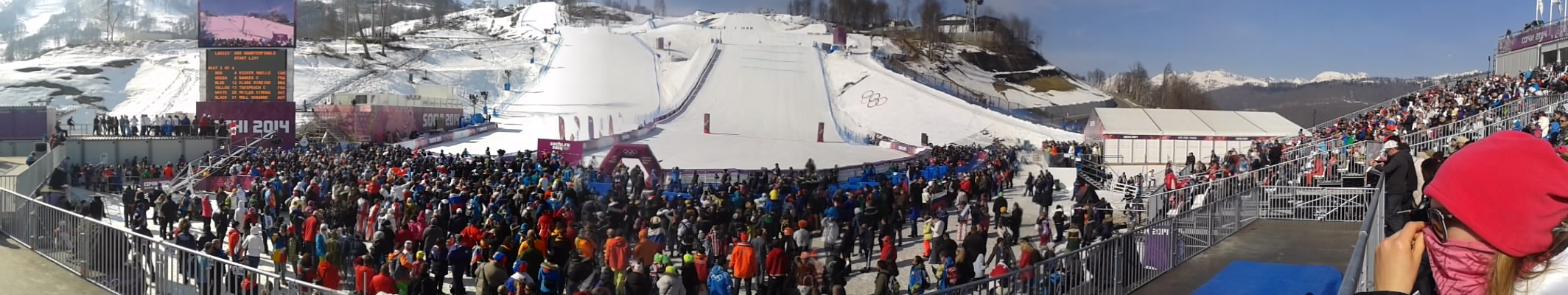
Panoramă a Parcului extrem Rosa Hutor